# Edmond Henry
Edmond Henry (ur. 4 sierpnia 1886 w Gandawie, zm. 9 listopada 1931 tamże) – belgijski pływak, uczestnik Letnich Igrzysk 1920 w Antwerpii.
Startował w konkurencjach 200 i 400 metrów stylem klasycznym podczas igrzysk olimpijskich w 1920 roku. W obu odpadł w eliminacjach.